# Połynia
Połynia, płoń – naturalny przerębel w lodach pokrywających oceany w Arktyce i wokół Antarktydy.
- wiatrowa (latent heat polynyas), tworzy się przeważnie w pobliżu lądu, gdy wiatr wieje stale w jednym kierunku, odganiając lód od brzegu.
  - inna hipoteza wskazuje na przyczynę związaną z zasoleniem wody oraz silnymi wiatrami. W takich przypadkach słona woda z głębi oceanu przesuwa się ku jego powierzchni. Pokrywa lodowa nie jest w stanie się odbudować, ponieważ im woda jest bardziej słona, tym trudniej zamarza.[1]
- ciepła (sensible heat polynyas) powstaje, gdy do powierzchni dociera ciepły prąd, lokalnie uniemożliwiający zamarzanie wody.

Od 1990 działa International Arctic Polynya Programme (IAPP)